# Medini (Gajah)
Medini is een bestuurslaag in het regentschap Demak van de provincie Midden-Java, Indonesië. Medini telt 2198 inwoners (volkstelling 2010).